# Sentiers longue distance en Irlande

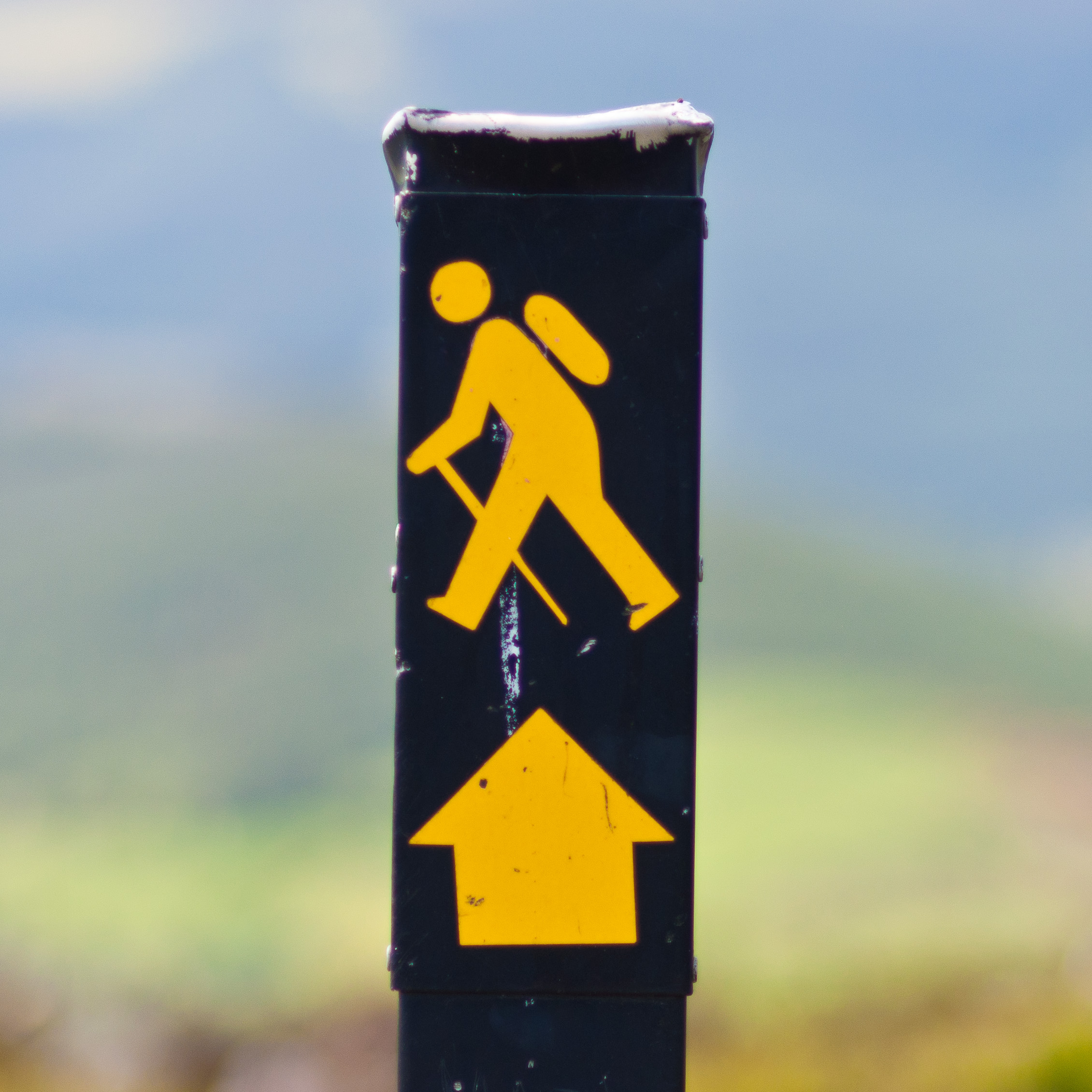
Le traditionnel pictogramme de signalisation « homme qui marche » utilisé pour désigner les sentiers balisés nationaux en Irlande.

Les sentiers longue distance en Irlande (en anglais : National Waymarked Trail) comprennent des sentiers de randonnée reconnus et entretenus, des sentiers de pèlerinage, des voies vertes cyclables, des sentiers de montagne et des réseaux de sentiers nationaux et internationaux interconnectés.
Il existe 43 sentiers nationaux balisés par le « Bureau national des sentiers » du Conseil irlandais des sports. Chaque sentier est balisé par des poteaux carrés noirs contenant l'image, en jaune, d'un homme qui marche et une flèche directionnelle, un symbole réservé à l'usage exclusif des sentiers balisés nationaux. Le sentier le plus ancien de la république d'Irlande est le Wicklow Way, ouvert en 1980, et il existe désormais plus de 4 000 kilomètres de sentiers balisés rien que dans la République. Les sentiers les plus fréquentés sont les Wicklow, Sheep's Head, Kerry, Dingle, Beara Way (en), Burren Way (en) et Western Way (en).
En 1997, l’Heritage Council commence à développer une série d'itinéraires pédestres basés sur les chemins de pèlerinage médiévaux, et il existe aujourd'hui 124 kilomètres de grands sentiers pénitentiel : Cnoc na dTobar (en), Cosán na Naomh, le chemin de pèlerinage de Saint-Finbarr (en), Saint Kevin's Way et Tochar Phádraig. Ces sentiers de pèlerinage, et sept autres, sont soutenus par Pilgrim Paths of Ireland (en) qui suivent les mêmes directives pour le développement de sentiers balisés nationaux (National Waymarked Trails).
En 2017, la voie verte de Waterford (en), longue de 46 kilomètres, a été ouverte aux cyclistes, et de nombreuses autres sont prévues ou en développement. De nombreux sentiers balisés nationaux font partie de sentiers longue distance et transnationaux plus vastes, tels que le sentier européen E8, la voie Beara-Breifne (en) et le sentier international des Appalaches.

## National Waymarked Trails

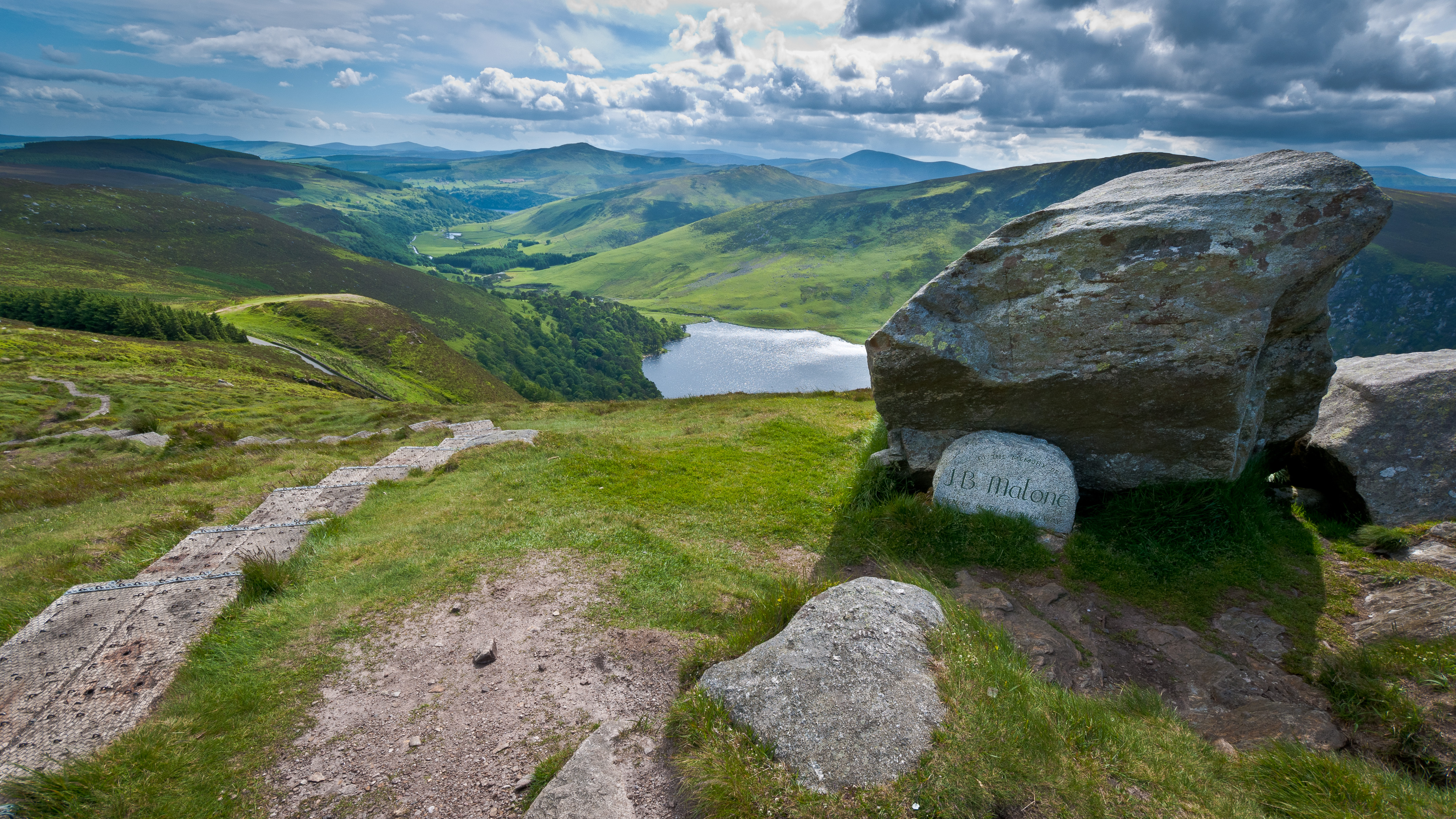
Le JB Malone Memorial sur le Wicklow Way.

La création de l'Ulster Way (en) en Irlande du Nord dans les années 1970 a incité à la création du Cospóir Long Distance Walking Routes Committee (Comité des itinéraires de randonnée longue distance de Cospóir) (maintenant le « Comité consultatif national des sentiers » du Conseil irlandais des sports) pour établir un réseau national d'itinéraires de randonnée longue distance en république d'Irlande.
Le comité comprend J. B. Malone (en), délégué de l’An Taisce, qui a beaucoup fait pour populariser la marche à travers une chronique du journal Evening Herald, des programmes de télévision et des livres,. La création du premier sentier de la République – le Wicklow Way – est basé sur une série d'articles que Malone a écrits pour l'Evening Herald en 1966 et a été ouvert en 1980. Ce premier sentier a été suivi par le South Leinster Way (en) et l'East Munster Way (en) en 1984, le Kerry Way et le Táin Way (en) en 1985, et les Dingle et Slieve Bloom Way (en) en 1987.

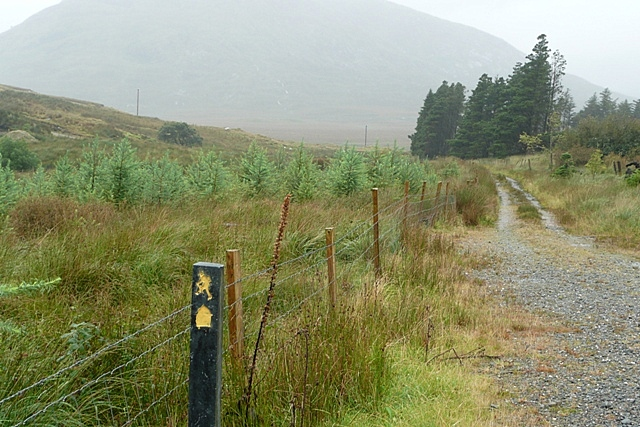
Western Way dans le Connemara.

Le travail du comité n'était pas soutenu par des pouvoirs obligatoires et l'accès devait être obtenu par accord avec les autorités locales et les propriétaires fonciers privés, ce qui n'était généralement pas obtenu. La plupart des sentiers dépendent donc de l'État irlandais pour obtenir leur accès par : Coillte (en), la société forestière publique, est le plus grand gestionnaire de tous les sentiers avec plus de 30 sentiers balisés nationaux utilisant ses propriétés. Coillte fournit et entretient 52 % de tous les sentiers de randonnée hors route et 24 % du nombre total de sentiers de randonnée aménagés en Irlande. Les problèmes d'accès signifient que de nombreux sentiers comportent des sections importantes sur la voie publique. L'auteur John G. O'Dwyer a résumé la situation des sentiers empruntant de longs tronçons sur des routes publiques ennuyeuses entrecoupées de forêts monotones d'épicéas de Sitka appartenant à Coillte.

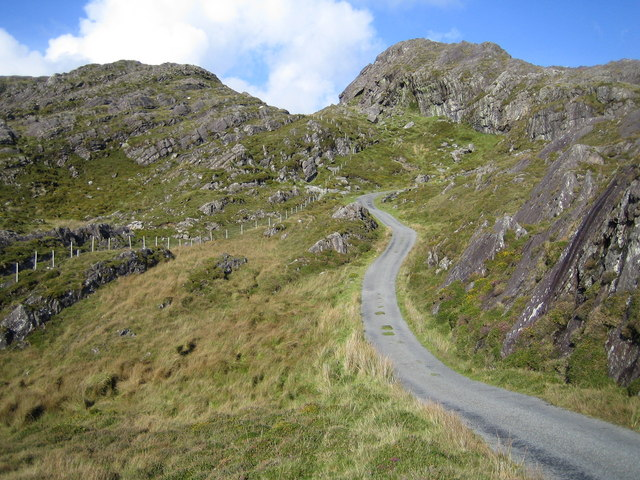
Beara Way, Kerry.

L’étude National Trails Strategy (stratégie nationale sur les sentiers) éditée en 2006, élaborée par le Conseil irlandais des sports, note que les sentiers irlandais sont bien en deçà des normes internationales et que l'accès est « le problème le plus important ». En 2010, un examen des sentiers balisés nationaux par le Conseil irlandais des sports réitère la mise en avant de bon nombre de ces problèmes et formule des recommandations sur une nouvelle norme de sentier appelée « National Long Distance Trail » (NLDT, Sentier national longue distance), destiné à répondre aux normes internationales pour les sentiers exceptionnels,. Il a été recommandé de transformer cinq sentiers – les Beara, Dingle, Kerry, Sheep's Head et Wicklow Ways – en NLDT.

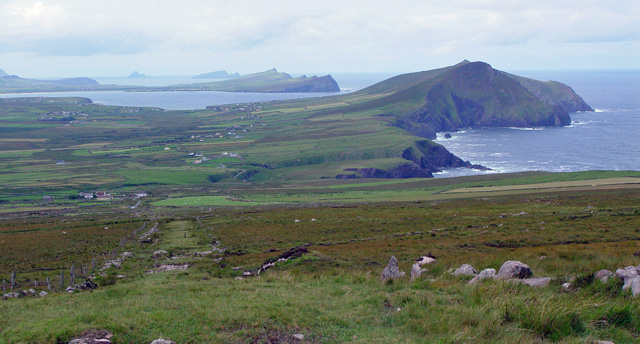
Dingle Way, Kerry

| Nom                                                     | Comté                                           | Format     | Départ                          | Arrivée             | Longueur |
| ------------------------------------------------------- | ----------------------------------------------- | ---------- | ------------------------------- | ------------------- | -------- |
| Ballyhoura Way (en)                                     | Cork ; Limerick ; Tipperary                     | Linéaire   | St John's Bridge                | Limerick Junction   | 89 km    |
| Barrow Way (en)                                         | Carlow ; Kildare ; Laois                        | Linéaire   | Robertstown                     | St Mullin's         | 100 km   |
| Bealach na Gaeltachta – Slí an Earagail (en)            | Donegal                                         | Circulaire | Dunlewey                        | Dunlewey            | 77 km    |
| Bealach na Gaeltachta – Slí Cholmcille (en)             | Donegal                                         | Circulaire | Ardara                          | Ardara              | 65 km    |
| Bealach na Gaeltachta – Slí Chonamara                   | Galway                                          | Fermé      | Fermé                           | Fermé               | Fermé    |
| Bealach na Gaeltachta – Slí na Finne (en)               | Donegal                                         | Circulaire | Fintown (en)                    | Fintown (en)        | 51 km    |
| Bealach na Gaeltachta – Slí na Rosann (en)              | Donegal                                         | Circulaire | Dungloe                         | Dungloe             | 65 km    |
| Beara Way (en)                                          | Cork ; Kerry                                    | Circulaire | Glengarriff (en)                | Glengarriff (en)    | 206 km   |
| Blackwater Way (en) (Avondhu)                           | Cork ; Tipperary                                | Linéaire   | Clogheen (en)                   | Bweeng (en)         | 94 km    |
| Blackwater Way (en) (Duhallow)                          | Cork ; Kerry                                    | Linéaire   | Bweeng (en)                     | Shrone              | 67 km    |
| Bluestack Way (en)                                      | Donegal                                         | Linéaire   | Donegal                         | Ardara              | 65 km    |
| Burren Way (en)                                         | Clare                                           | Linéaire   | Lahinch                         | Corofin             | 114 km   |
| Cavan Way (en)                                          | Cavan                                           | Linéaire   | Dowra                           | Blacklion           | 22 km    |
| Croagh Patrick Heritage Trail (en)                      | Mayo                                            | Linéaire   | Balla                           | Murrisk             | 61 km    |
| Dingle Way                                              | Kerry                                           | Circulaire | Tralee                          | Tralee              | 162 km   |
| Dublin Mountains Way                                    | Dublin                                          | Linéaire   | Shankill                        | Tallaght            | 55 km    |
| East Clare Way (en)                                     | Clare                                           | Circulaire | Killaloe                        | Killaloe            | 180 km   |
| East Munster Way (en)                                   | Waterford ; Tipperary                           | Linéaire   | Carrick-on-Suir                 | Clogheen (en)       | 75 km    |
| Grand Canal Way                                         | Dublin ; Kildare ; Offaly                       | Linéaire   | Lucan Bridge                    | Shannon Harbour     | 117 km   |
| Hymany Way (en)                                         | Galway                                          | Linéaire   | Portumna                        | Aughrim             | 55 km    |
| Kerry Way                                               | Kerry                                           | Circulaire | Killarney                       | Killarney           | 214 km   |
| Leitrim Way (en)                                        | Leitrim, Cavan                                  | Linéaire   | Leitrim (Comté de Leitrim) (en) | Dowra               | 27 km    |
| Lough Derg Way (en)                                     | Limerick ; Clare ; Tipperary                    | Linéaire   | Limerick                        | Dromineer (en)      | 65 km    |
| Lung Lough Gara Way (en)                                | Roscommon ; Sligo                               | Linéaire   | Castlerea                       | Corradoo            | 58 km    |
| Mid Clare Way (en)                                      | Clare                                           | Circulaire | Newmarket-on-Fergus             | Newmarket-on-Fergus | 148 km   |
| Chemin des mineurs et sentier historique (Irlande) (en) | Sligo ; Roscommon ; Leitrim                     | Circulaire | Arigna (en)                     | Arigna (en)         | 118 km   |
| Monaghan Way (en)                                       | Monaghan                                        | Linéaire   | Monaghan                        | Inishkeen (en)      | 65 km    |
| Multeen Way (en)                                        | Tipperary                                       | Linéaire   | Milestone (en)                  | Tipperary           | 23 km    |
| Nore Valley Way (en)                                    | Kilkenny                                        | Linéaire   | Kilkenny                        | Inistioge           | 34 km    |
| North Kerry Way (en)                                    | Kerry                                           | Linéaire   | Tralee                          | Ballyheigue         | 45 km    |
| Offaly Way (en)                                         | Offaly                                          | Linéaire   | Cadamstown                      | Lemanaghan          | 37 km    |
| Royal Canal Way                                         | Dublin ; Kildare ; Meath ; Longford ; Westmeath | Linéaire   | Ashtown (en)                    | Abbeyshrule         | 79 km    |
| Sheep's Head Way                                        | Cork                                            | Circulaire | Bantry                          | Bantry              | 90 km    |
| Slieve Bloom Way (en)                                   | Laois ; Offaly                                  | Circulaire | Glenbarrow                      | Glenbarrow          | 84 km    |
| Slieve Felim Way (en)                                   | Limerick ; Tipperary                            | Linéaire   | Murroe (en)                     | Silvermines (en)    | 43 km    |
| Sligo Way (en)                                          | Sligo                                           | Linéaire   | Larrigan                        | Dromahair (en)      | 78 km    |
| Slí Gaeltacht Mhuscraí                                  | Cork                                            | Linéaire   | Kealkill                        | Millstreet          | 70 km    |
| South Leinster Way (en)                                 | Carlow ; Kilkenny ; Tipperary                   | Linéaire   | Kildavin                        | Carrick-on-Suir     | 104 km   |
| Suck Valley Way (en)                                    | Roscommon; Galway                               | Circulaire | Castlerea                       | Castlerea           | 105 km   |
| Táin Way (en)                                           | Louth                                           | Circulaire | Carlingford                     | Carlingford         | 40 km    |
| Tipperary Heritage Way (en)                             | Tipperary                                       | Linéaire   | Vee Gap                         | Cashel              | 56 km    |
| Western Way (en) (Galway)                               | Galway                                          | Linéaire   | Oughterard                      | Leenaun             | 55 km    |
| Western Way (en) (Mayo)                                 | Mayo                                            | Linéaire   | Leenaun                         | Ballycastle         | 124 km   |
| Westmeath Way (en)                                      | Westmeath                                       | Linéaire   | Kilbeggan                       | Mullingar           | 33 km    |
| Wicklow Way                                             | Wicklow ; Dublin ; Carlow                       | Linéaire   | Marlay Park                     | Clonegal            | 129 km   |

## Chemins de pèlerinage

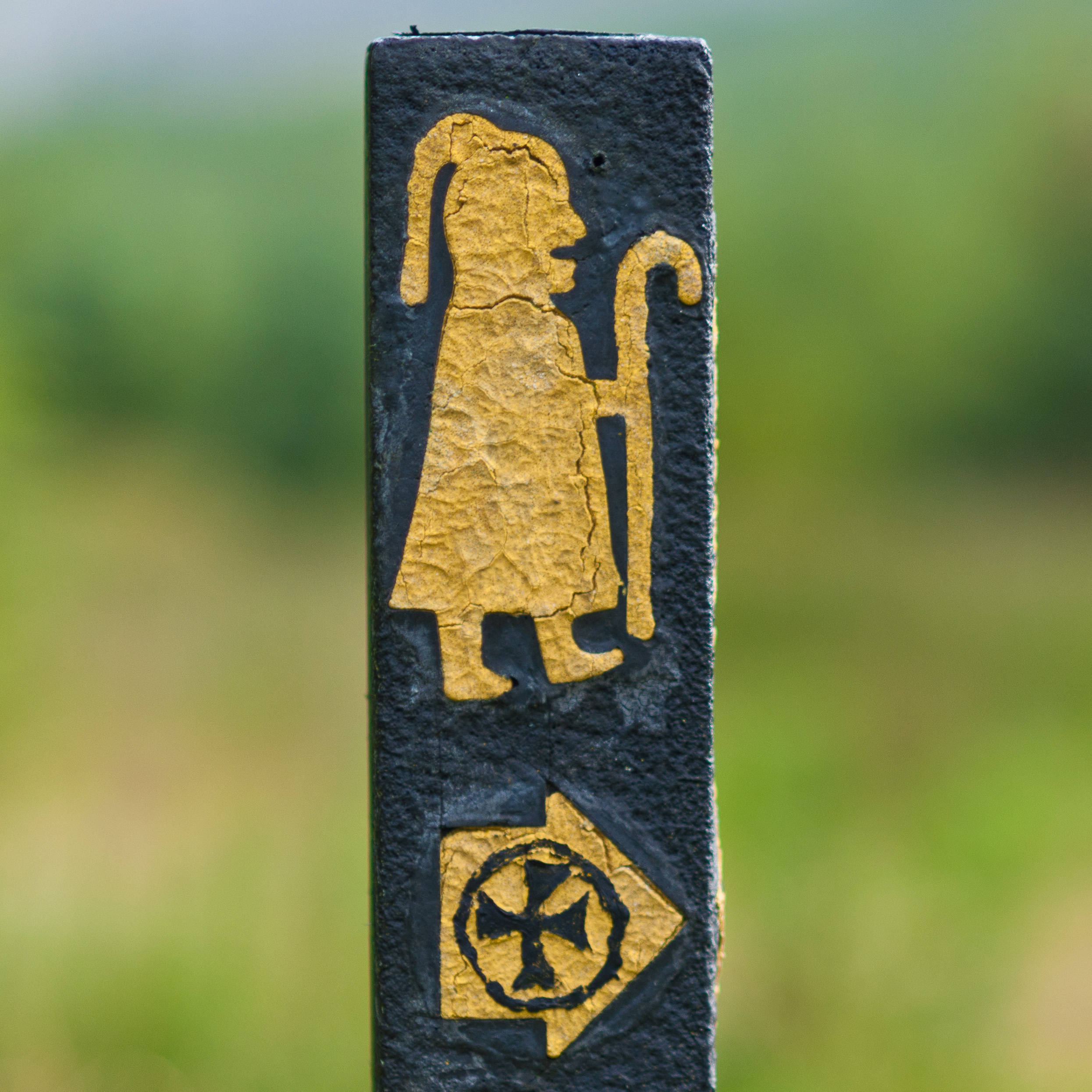
Signalisation Walking pilgrim

Influencé par le travail du Conseil de l'Europe sur le Chemin de Saint-Jacques-de-Compostelle dans les années 1980 et 1990, le projet des chemins de pèlerinage a été mis en place par l’Heritage Council en tant que projet du millénaire en 1997. L'objectif était de développer et de soutenir un réseau d'itinéraires pédestres le long des chemins de pèlerinage médiévaux irlandais afin de sensibiliser au patrimoine naturel et bâti le long de ces itinéraires et de contribuer au tourisme et au développement communautaire.

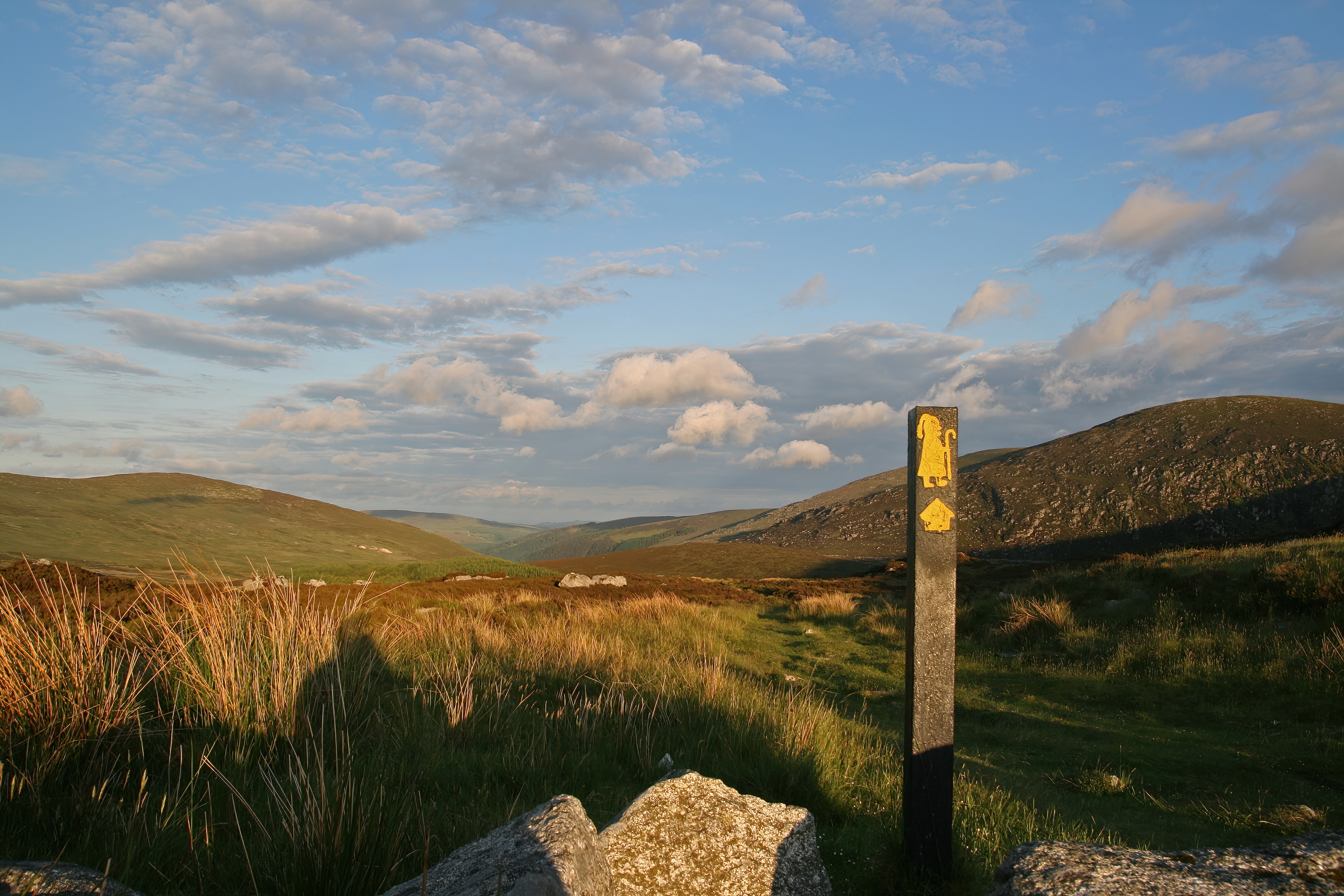
La Saint Kevin's Way au niveau du Wicklow Gap.

En 2013, Pilgrim Paths of Ireland (en) (PPI) a été créé en tant qu'organisme représentatif non confessionnel des chemins de pèlerinage médiévaux d'Irlande et représente 12 groupes communautaires soutenant des chemins spécifiques. PPI organise chaque année la Semaine nationale des chemins de pèlerinage à Pâques et délivre un passeport national de pèlerinage aux finalistes des cinq sentiers principaux : Cnoc na dTobar (en), Cosán na Naomh, Chemin de pèlerinage de Saint Finbarr (en), Saint Kevin's Way, et Tochar Phádraig.
| Nom                                        | Comté   | Format              | Départ                   | Arrivée                 | Longueur | Temps             | Difficulté |
| ------------------------------------------ | ------- | ------------------- | ------------------------ | ----------------------- | -------- | ----------------- | ---------- |
| Cnoc na dTobar (en),                       | Kerry   | Linéaire ; Montagne | St. Fursey's Holy Well   | Knocknadobar mountain   | 9,5 km   | 3 heures et demie | Modérée    |
| Cosán na Naomh                             | Kerry   | Linéaire ; Montagne | Ventry Strand            | Brandon                 | 18 km    | 4 à 5 heures      | Modéré     |
| Chemin de pèlerinage de Saint Finbarr (en) | Cork    | Linéaire            | Drimoleague (en)         | Gougane Barra           | 37 km    | 2 jours           | Ardue      |
| Saint Kevin's Way                          | Wicklow | Linéaire            | Hollywood ou Valleymount | Glendalough             | 30 km    | 7 heures          | Modéré     |
| Tochar Phádraig                            | Mayo    | Linéaire ; Montagne | Ballintubber Abbey (en)  | Croagh Patrick mountain | 30 km    | 10 heures         | Modéré     |

Les itinéraires suivent les directives des sentiers balisés nationaux, avec des poteaux de signalisation noirs avec un symbole de pèlerin jaune ; cette image est basée sur une pierre provenant d'un site de pèlerinage du comté de Cork qui représente un pèlerin avec une tonsure celtique, portant une tunique et portant un bâton. Sous le symbole se trouve une flèche directionnelle incrustée d'une croix d'arcs, l'un des principaux symboles de pèlerinage en Irlande.

## Voies vertes à vélo
En mars 2021, il y avait quatre voies vertes (principalement des sentiers ferroviaires) en république d'Irlande :
| Nom                         | Comté                                  | Format    | Départ           | Arrivé                | Longueur |
| --------------------------- | -------------------------------------- | --------- | ---------------- | --------------------- | -------- |
| Great Southern Trail (en)   | Limerick ; Kerry                       | Linéaire  | Rathkeale (en)   | Abbeyfeale            | 35 km    |
| Great Western Greenway (en) | Mayo                                   | Linéaire  | Westport         | Achill                | 42 km    |
| Waterford Greenway (en)     | Waterford                              | Linéaire  | Waterford City   | Dungarvan             | 46 km    |
| Royal Canal Greenway (en)   | Kildare ; Meath ; Westmeath ; Longford | Canal way | Maynooth harbour | Longford et Cloondara | 130 km   |

Un projet a été lancé pour créer une voie verte de 80 km au Connemara, le long du tracé de l'ancienne voie de chemin de fer Galway-Clifden de la Midland Great Western Railway (en). La voie verte Dublin-Galway a également été lancée. Le tracé de 280 km a été achevé en 2020,. Des sections du tracé suivent le Royal Canal depuis Dublin, ainsi que la ligne ferroviaire désaffectée Mullingar-Athlone,. Une voie verte a également été créée sur l'ancienne ligne ferroviaire Tralee-Fenit dans le comté de Kerry,. Il y a eu aussi une campagne pour créer une voie verte sur la section de Claremorris, dans le comté de Mayo, à Collooney, ans le comté de Sligo de la Western Rail Corridor (en). La voie verte le long du Royal canal doit être prolongée jusqu'à Dublin sur une longueur de 144 km,,,.

## Sentiers de montagne balisés

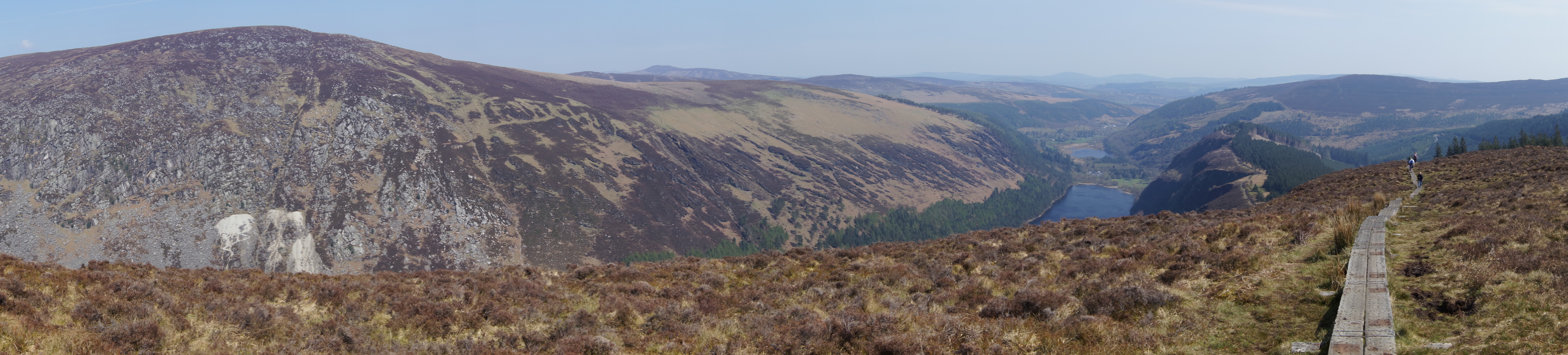
White Trail, The Spinc, Glendalough.

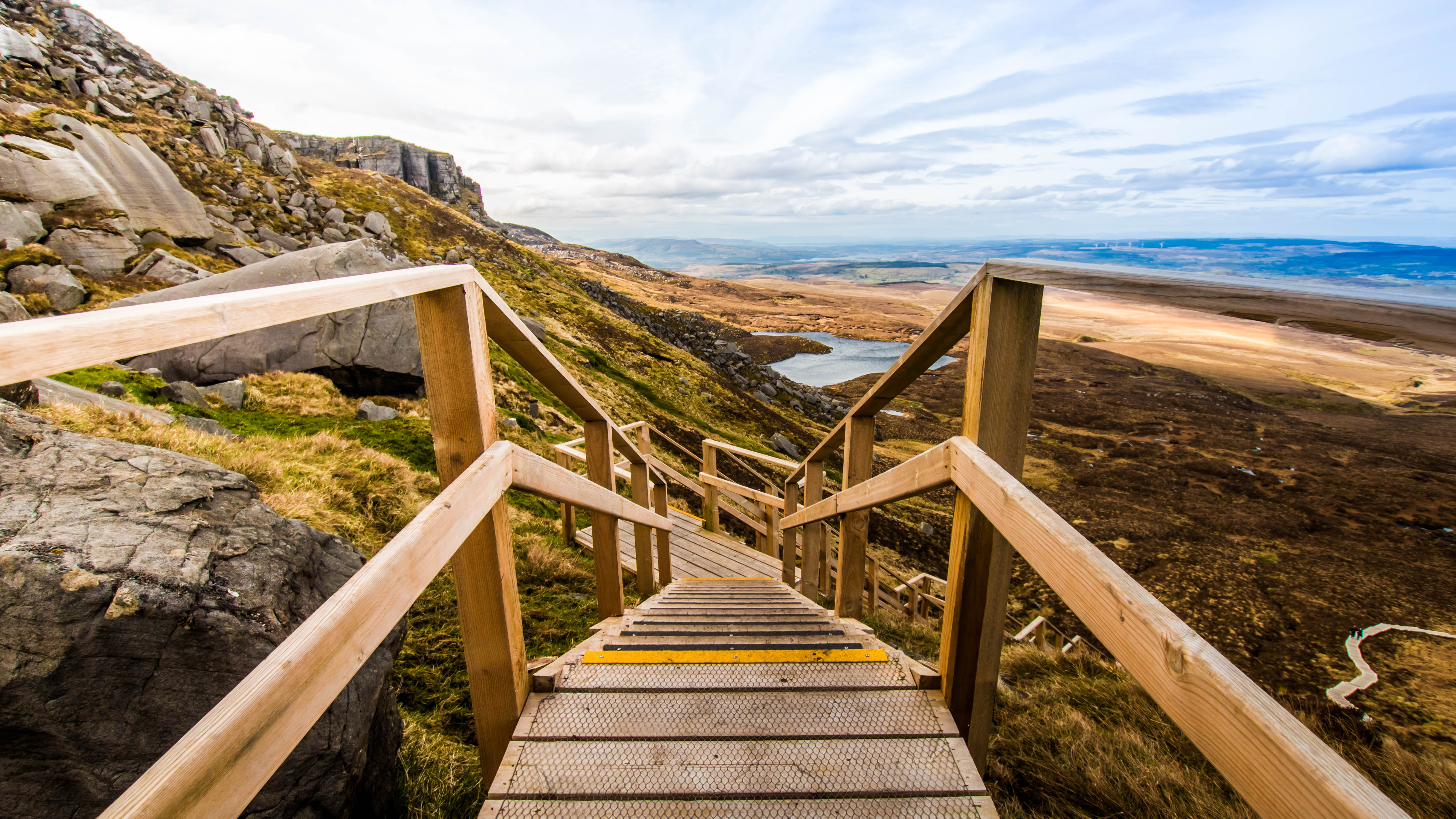
Stairway to Heaven, Cuilcagh.

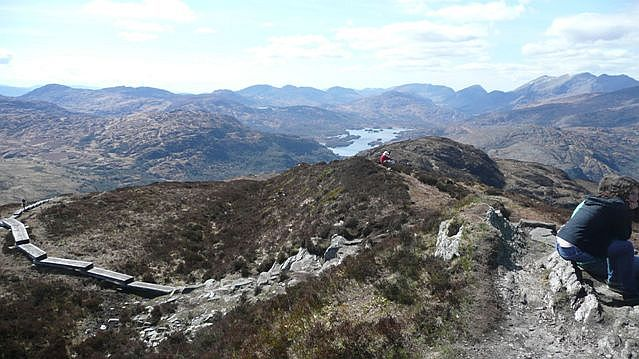
Promenade en planches à Torc Mountain.

L'Office irlandais des travaux publics (Office of Public Works (en) — OPW) entretient un certain nombre de « sentiers balisés », utilisant souvent des traverses de chemin de fer, sur certaines montagnes irlandaises.
Leur but est de protéger le sol sous-jacent (souvent des tourbières délicates) de l'érosion causée par les randonneurs. Cependant, dans la plupart des cas, la création des sentiers a également sensiblement augmenté l'utilisation et la popularité des sentiers auprès du public. Lorsque le Stairway to Heaven a été ouvert en 2015, on estimait que le nombre de visiteurs la montagne Cuilcagh était passé d'environ 3 000 par an à plus de 60 000 par an.
Depuis juin 2019, il existe cinq sentiers de montagne balisés (également appelés Tóchars par le NPWS) en Irlande :
- Stairway to Heaven sur le Cuilcagh (Cavan/Fermanagh). Un sentier bordé de 7,5 kilomètres menant au sommet de la montagne Cuilcagh (par exemple un aller-retour de 15 kilomètres), qui a été ouvert en 2015 pour protéger la tourbière sous-jacente, mais est depuis devenu une attraction touristique importante dans la région[46].
- Diamond Hill : un sentier aller-retour en planches et en pierre de 7 km qui commence et se termine au centre d'accueil du parc national de Letterfrack dans le Connemara. La montagne a été fermée à l'escalade en 2002 en raison d'une grave érosion, mais a été rouverte en décembre 2005 après l'achèvement d'une promenade en bois de 1,4 million d'euros et d'un sentier en pierre pour limiter l'érosion supplémentaire[47],[48]. Depuis cette construction, seul Croagh Patrick a une fréquentation plus élevée dans les montagnes du Connemara[49].
- Djouce (Wicklow) : un sentier bordé de 4 kilomètres composé de traverses de chemin de fer a été construit entre 1997 et 1999 pour protéger la tourbière sous-jacente de l'érosion due à la popularité de la randonnée en montagne. Le chemin ne va pas jusqu'au sommet et est prolongé par une piste de gravier.
- Glendalough « Spinc/White Trail » (Wicklow) : un « itinéraire en boucle » de 8 kilomètres sur les montagnes entourant le lac Upper Glendalough, qui englobe l'affleurement rocheux du Spinc et les vues associées sur la vallée en contrebas[50],[51].
- Torc Mountain (en) (Kerry) : un sentier balisé menant au sommet qui permet aux randonneurs de parcourir la route plus longue de 8 kilomètres de la cascade Torc (en) jusqu'au sommet de la Torc Mountain sans nécessiter de chaussures de montagne ou de compétences de navigation particulières[52],[53].

## Teresa Wall contre le NPWS (2016)
L'avenir des sentiers et des sentiers de montagne en planches en Irlande a été mis en doute lorsqu'une grimpeuse, Teresa Wall, a poursuivi avec succès le National Parks and Wildlife Service (NPWS - Service des parcs nationaux et de la vie sauvage) devant la Circuit Court pour 40 000 € en 2016, à cause d’une blessure subie sur la promenade en planches de Djouce. (elle a eu besoin de sept points de suture après avoir trébuché sur la promenade et s'être coupé le genou près de la pierre commémorative J.B. Malone (en). Cependant, sa sentence a été annulée en février 2017 à la suite d'un appel de la Haute Cour du NPWS, qui a rejeté ses arguments selon lesquels le « risque de trébuchement » est le même quel que soit l'endroit,,.

## Sentiers interconnectés

### National
Beara-Breifne Way (en) est un itinéraire pédestre et cyclable en cours de développement destiné à aller de la péninsule de Beara, de Cork à Breifne dans le comté de Leitrim, en empruntant le trajet que Donal Cam O'Sullivan Beare (en) avait effectué à l’issue de la bataille de Kinsale en 1602. L'itinéraire prévu utilise la Beara Way, la Ballyhoura Way, la Miner's Way and Historical Trail (chemin des mineurs et sentier historique), la Suck Valley Way, les chemin des mineurs et sentier historique, la Leitrim Way, et la Cavan Way.

### International

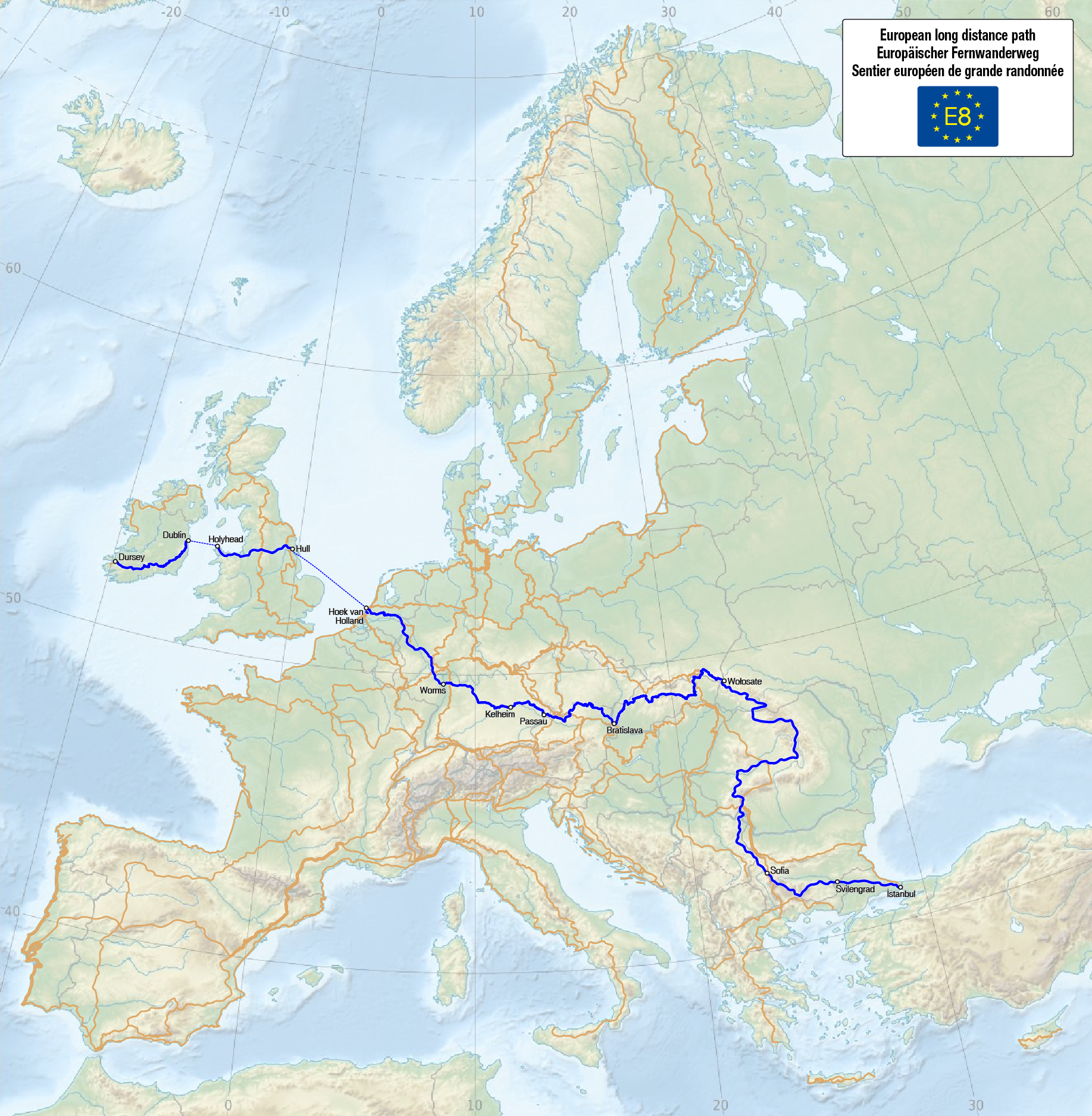
Le sentier européen E8.

Le sentier européen E8 est un sentier pédestre international qui s'étend de l’île de Dursey (en) dans le comté de Cork, jusqu’à Istanbul en Turquie. En Irlande, la E8 suit la Wicklow Way, la South Leinster Way (en), la East Munster Way (en) et la Blackwater Way (en) ainsi que des parties de la Kerry Way et de la Beara Way (en).
Il existe également un projet visant à étendre le sentier international des Appalaches, avec une extension de ce sentier reliant les États-Unis et le Canada jusqu'à Terre-Neuve, puis sur tous les terrains qui faisaient partie des Appalaches de la Pangée, y compris l'Irlande. Il est proposé que la partie irlandaise de l'IAT (International Appalachian Trail) utilise la Slí Cholmcille (en) et la Bluestack Way (en) dans le comté de Donegal avant de rejoindre l'Ulster Way (en) en Irlande du Nord.